# Charles George Beauclerk
Charles George Beauclerk (20 janvier 1774 - 25 décembre 1845) est un homme politique anglais qui est député de l'arrondissement de Richmond de 1796 à 1798.

## Biographie
Il est le fils unique de Topham Beauclerk et de Lady Diana Spencer, dame de la chambre de la reine Charlotte. Il a deux demi-frères du premier mariage de sa mère avec Frederick St John, 2e vicomte Bolingbroke, à savoir George St John, 3e vicomte Bolingbroke et Frederick St John. Il a des sœurs aînées jumelles: Elisabeth Beauclerk, qui épouse leur cousin George Herbert, 11e comte de Pembroke, et (Anne) Mary Day Beauclerk, qui entretient une relation de longue date avec leur demi-frère Bolingbroke, qui aboutit à plusieurs enfants.
Après une éducation à Eton (1782) et à Christ Church, Oxford (1790), George Beauclerk entreprend un grand tour en 1794. Il est membre du Brooks et du parti Whig.
À son retour du continent, il paye 5 000 £ pour la circonscription de Richmond en 1796, mais sa timidité le retient et il n'est pas connu qu'il se soit exprimé devant le Parlement. Beauclerk "prend les Chiltern Hundreds " (c'est-à-dire démissionne de son poste de parlementaire) en 1798, après avoir siégé comme membre de l'opposition pendant seulement deux ans.

## Mariage et famille
À Holland House, la salonnière Elizabeth Fox, baronne Holland (en) le présente à Emily Charlotte "Mimie" Ogilvie (mai 1778-17 janvier 1832), fille de William Ogilvie et d'Emily Lennox, duchesse de Leinster. À la grande joie de lady Holland et de Lord Holland, une amie de Beauclerk, le couple se marie un mois plus tard. Emily W. Sunstein, biographe américaine de Mary Shelley, décrit Charles Beauclerk comme un "intellectuel timide" et le mariage comme "incompatible" .
En 1803, il construit le siège de sa famille, St Leonard's Lodge, dans le West Sussex. Parmi les voisins figurent Timothy Shelley (en) à Field Place et Thomas Medwin à Horsham. Les Beauclerks vers 1820 voyagent en famille sur le continent. Charles emmène les garçons à Genève, tandis que Emily supervise les filles à Pise. Percy Bysshe Shelley et Mary Shelley s'établissent dans la ville italienne et Emily tente de persuader Percy de se rendre à ses soirées. Medwin, en revanche, qui recherche une femme riche, et heureux d'assister à ses soirées . Il la présenta à Lord Byron (à leurs deux demandes). Claire Clairmont a dit que Medwin et Emily Beauclerk sont les deux plus gros potins de Pise, sur lesquels des anecdotes inspirent Medwin dans Conversations with Byron (1824).
Le couple aurait eu trois fils et six filles  ou sept filles et six fils. Leur fils aîné est Aubrey Beauclerk, un membre du parlement, avec qui la veuve Mary Shelley serait impliquée dans une relation amoureuse. Un autre fils, George Robert Beauclerk , est également membre du parlement. Leur fille Diana Olivia épouse Sir Francis Fletcher Vane des baronnets de Fletcher-Vane . Leur fille Georgiana "Gee" Paul est l’une des plus proches amis de Mary Shelley.